# Angyali szemek (film, 2001)
Az Angyali szemek (eredeti cím: Angel Eyes) 2001-ben bemutatott amerikai romantikus filmdráma, melyet Luis Mandoki rendezett. A film zenéjét Marco Beltrami szerezte. A főbb szerepekben Jennifer Lopez és James Caviezel látható.

## Cselekmény
Egy utcai lövöldözés után Sharon (Jennifer Lopez) és rendőrtársa a bűnözők után erednek. A nő életét egy csavargó külsejű férfi, Catch (James Caviezel) menti meg. Később többször találkoznak, barátságuk szerelemmé szövődik. 
Sharon egy idő után rádöbben, hogy korábban már valahol találkozhattak. Catch nem beszél önmagáról, korábbi életéről, visszahúzódó, furcsa figura, elzárkózik minden – a múltját firtató – kérdés elől. Eközben Sharon szülei megújítani készülnek házassági esküjüket, ám a 40 éves jubileumi ünnepségre nem hívják meg a lányukat, mert az apja egy korábbi összetűzésük miatt neheztel rá. Catch egy szórakozóhelyen váratlanul csatlakozik a zenekarhoz és trombitaszólóba kezd. A tulajdonos Steven Lambertként üdvözli, a korábban híres zenészt véli felfedezni benne, de Catch tagadja, hogy ismernék egymást. Sharon nyomozni kezd barátja után, és megtudja, hogy egy súlyos közúti baleset során találkoztak, aminek Catch is érintettje volt. A lány elmegy a szülei ünnepi szertartására, ahol szembenéz saját múltjával.

## Szereplők
| Színész         | Szerep                 | Magyar hang    |
| --------------- | ---------------------- | -------------- |
| Jennifer Lopez  | Sharon Pogue           | Tóth Auguszta  |
| James Caviezel  | Steven 'Catch' Lambert | Forgács Péter  |
| Terrence Howard | Robby                  | Bodrogi Attila |
| Jeremy Sisto    | Larry Pogue, Sr.       | Hegedüs Miklós |
| Sônia Braga     | Josephine Pogue        | Illyés Mari    |
| Victor Argo     | Carl Pogue             | Kajtár Róbert  |
| Monet Mazur     | Kathy Pogue            | Roatis Andrea  |
| Shirley Knight  | Elanora                | Némedi Mari    |

## Fordítás
- Ez a szócikk részben vagy egészben  az   Angel Eyes (film) című angol Wikipédia-szócikk fordításán alapul.  Az eredeti cikk szerkesztőit annak laptörténete sorolja fel. Ez a jelzés csupán a megfogalmazás eredetét és a szerzői jogokat jelzi, nem szolgál a cikkben szereplő információk forrásmegjelöléseként.